# Shangrao, Guangdong
Shangrao (kinesiska: 上饶) är en köping i sydöstra  Kina. Den ligger i Raoping härad i staden Chaozhou i provinsen Guangdong, omkring 390 kilometer öster om provinshuvudstaden Guangzhou. Antalet invånare är 46 796. Befolkningen består av 23 464 kvinnor och 23 332 män. Barn under 15 år utgör 26,0 %, vuxna 15-64 år 64 %, och äldre över 65 år 8,0 %.